# 빙속성 남자와 쿨한 동료 여자
《빙속성 남자와 쿨한 동료 여자》(일본어: 氷属性男子とクールな同僚女子)는 토노가야 미유키가 지은 일본의 만화이다. 작자의 트위터상에서 연재되어 이치진샤에서 책으로 간행했다. 『간간 pixiv』(스퀘어 에닉스)에서 2019년 7월 13일부터 연재 중이다. 설녀의 후예와 그 동료인 쿨한 동료 여자의 러브 코미디를 그린다. 2022년 6월 시점에서 단행본 시리즈 누계 부수는 50만 부를 돌파했다.
TV 애니메이션은 2023년 1월 4일부터 3월 22일까지 도쿄 MX 등에서 방영되었다.